# Vliegende Vis (sterrenbeeld)

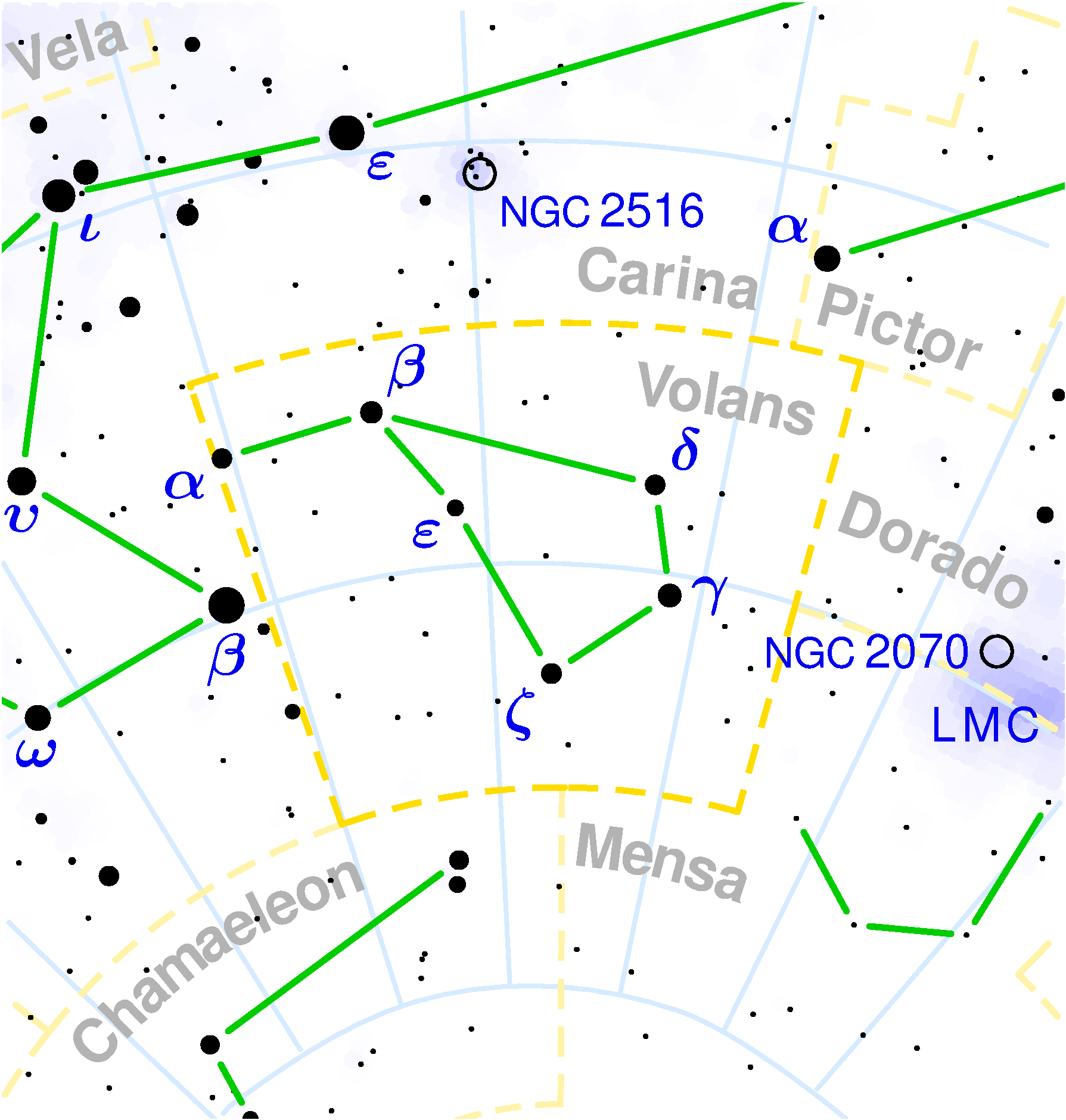
Kaart van het sterrenbeeld Vliegende Vis.

Vliegende Vis (Volans, afkorting Vol) is een onopvallend sterrenbeeld aan de zuiderhemel, liggende tussen rechte klimming 6u 35m en 9u 02m en tussen declinatie −64° en −75°. Het sterrenbeeld, dat vanaf de breedte van de Benelux niet te zien is, werd in het najaar van 1597 (of in het voorjaar van 1598) geïntroduceerd door Petrus Plancius, uitgaande van waarnemingen door de zeevaarders Pieter Dircksz Keyser en Frederik de Houtman.

## Sterren
Het sterrenbeeld heeft geen heldere sterren, de helderste, beta Volantis, heeft magnitude 3,77.
- Alpha Volantis

## Telescopisch waarneembare objecten

### New General Catalogue(NGC)
NGC 2305, NGC 2307, NGC 2348, NGC 2397, NGC 2397A, NGC 2397B, NGC 2434, NGC 2442, (NGC 2443 is hetzelfde object als NGC 2442), NGC 2466, NGC 2601, NGC 2788A, NGC 2788B (NGC 2788 zelf bevindt zich in het naburige sterrenbeeld Kiel).

### Index Catalogue (IC)
IC 2202

## Begrenzing
Van de door Eugène Delporte en de Internationale Astronomische Unie (IAU) vastgelegde begrenzingen rond de 88 erkende sterrenbeelden heeft de begrenzing rond het sterrenbeeld Vliegende Vis de eenvoudigste en geometrisch meest herkenbare vorm. Delporte koos voor de begrenzing bestaande uit slechts 4 zijden. Dit soort begrenzing is ook te zien rond de sterrenbeelden Grote Hond, Kameleon, Microscoop, Schild, Sextant, Telescoop, Zuiderkroon, Zuiderkruis en Zuidervis.

## Aangrenzende sterrenbeelden
(met de wijzers van de klok mee)
- Kiel (Carina)
- Schilder (Pictor)
- Goudvis (Dorado)
- Tafelberg (Mensa)
- Kameleon (Chamaeleon)